# Giuliano Razzoli
Giuliano Razzoli (Castelnovo ne' Monti, 18 december 1984) is een Italiaanse alpineskiër. Hij nam tweemaal deel aan de Olympische Spelen.

## Carrière
Razzoli maakte zijn wereldbekerdebuut in december 2006 in Alta Badia, een maand later scoorde hij in Kitzbühel zijn eerste wereldbekerpunten. Twee jaar later stond de Italiaan in Zagreb voor de eerste maal in zijn carrière op het podium van een wereldbekerwedstrijd. Op de wereldkampioenschappen alpineskiën 2009 in Val-d'Isère wist Razzoli niet te finishen op de slalom. In januari 2010 boekte de Italiaan in Zagreb zijn eerste wereldbekerzege.
In 2010 maakte hij op 25-jarige leeftijd zijn olympisch debuut bij de Spelen van Vancouver. Hij kwam uit op slalom en behaalde hier een gouden medaille. Vier jaar later, op de Olympische Spelen in Sotsji haalde hij de finish van de tweede run in de slalom niet.

## Resultaten

### Olympische Spelen
| Jaar | Plaats    | Resultaten  |
| ---- | --------- | ----------- |
| 2010 | Vancouver | Slalom      |
| 2014 | Sotsji    | DNF2 Slalom |

### Wereldkampioenschappen
| Jaar | Plaats            | Resultaten  |
| ---- | ----------------- | ----------- |
| 2009 | Val-d'Isère       | DNF1 Slalom |
| 2011 | Garmisch-P.       | DNF2 Slalom |
| 2013 | Schladming        | DNF1 Slalom |
| 2015 | Vail/Beaver Creek | DNF1 Slalom |
| 2017 | Sankt Moritz      | 22e Slalom  |
| 2019 | Åre               | 22e Slalom  |

### Wereldbeker

#### Eindklasseringen
| Seizoen   | Algm | SL  |
| --------- | ---- | --- |
| 2006/2007 | 138e | 57e |
| 2007/2008 | 100e | 38e |
| 2008/2009 | 43e  | 13e |
| 2009/2010 | 33e  | 11e |
| 2010/2011 | 35e  | 9e  |
| 2011/2012 | 47e  | 13e |
| 2012/2013 | 45e  | 16e |
| 2013/2014 | 78e  | 27e |
| 2014/2015 | 25e  | 8e  |
| 2015/2016 | 61e  | 19e |
| 2016/2017 | 58e  | 19e |
| 2018/2019 | 55e  | 18e |
| 2019/2020 | 85e  | 29e |

#### Wereldbekerzeges
| Datum          | Plaats      | Onderdeel |
| -------------- | ----------- | --------- |
| 6 januari 2010 | Zagreb      | Slalom    |
| 19 maart 2011  | Lenzerheide | Slalom    |